# Rewolwer Gward
Gward – polski rewolwer kalibru .38 Special skonstruowany na początku lat 90. XX wieku. Jedyny produkowany seryjnie rewolwer polskiej konstrukcji.
Gward został skonstruowany przez grupę oficerów z WAT oraz Kombinat Maszyn Włókienniczych "Wifama" z przeznaczeniem dla polskiej policji (rozważano wówczas przezbrojenie policji w Polsce w rewolwery), konstrukcyjnie wzorowany jest w dużym stopniu na amerykańskich rewolwerach firmy Smith & Wesson. Posiada system samonapinania (DA), iglica umieszczona jest na kurku. Konstrukcja jest wytrzymała i bezawaryjna, za wady uznaje się nie najlepszą pracę spustu i stosunkowo niską ogólną jakość wykonania. W 1990 roku wykonano partię próbną (w dwóch wersjach: z lufą 4 i 2,5 cala). Z powodu problemów ekonomicznych zakładów Wifama w Łodzi, produkcji seryjnej na szerszą skalę nie podjęto. Jednak niewielka liczba (50 szt.) trafiła do uzbrojenia policji. Ogółem wyprodukowano 1052 sztuk.
Na bazie Gwarda w roku 1996 powstał sportowy rewolwer Stan z lufą 6 cali oraz regulowanymi w pełni przyrządami celowniczymi. Wyprodukowano jedynie kilkanaście egzemplarzy.